# Tessel
Tessel – miejscowość i gmina we Francji, w regionie Normandia, w departamencie Calvados.
Według danych z 1990 r. gminę zamieszkiwało 168 osób, a gęstość zaludnienia wynosiła 30 osób/km² (wśród 1815 gmin Dolnej Normandii Tessel plasuje się na 718. miejscu pod względem liczby ludności, natomiast pod względem powierzchni na miejscu 832.).